# Unión Deportiva Hospitalet
La Unión Deportiva Hospitalet fou un club de futbol català de la ciutat de l'Hospitalet de Llobregat, fundat l'octubre de 1929.
L'any 1928 és dissolt l'Hospitalenc Sport Club, als mesos després de la desaparició és creat la Penya Júniors i el Cercle Esportiu Fúria i es fusionaran formant un nou equip amb el nom de F.C. Fúria-Hospitalet i en pocs mesos es canvia de nom a Unió Esportiva Hospitalet, comptava amb secció de bàsquet. l'1 de maig de 1935 es fusiona amb el Club Juventut d'Hospitalet (1933) i forma el Centre d'Esports de l'Hospitalet, va participar en el campionat català amateur i a la tercera categoria del Campionat de Catalunya la temporada 1937-38.
Després de la Guerra Civil, el maig de 1939, el club renasqué amb el nom de Club Deportivo Hospitalet i l'any 1942 ja s'anomena Unión Deportiva Hospitalet. L'any 1952 es proclamà campió de Catalunya de Segona Categoria i la temporada 1956-57 jugà a la tercera divisió, entre els millors clubs catalans amateurs.
El juliol de 1957, el club desaparegué després de fusionar-se amb el CD Santa Eulàlia i amb el CF Hèrcules Hospitalet. D'aquesta fusió sorgí el Centre d'Esports l'Hospitalet.

## Uniforme
- Uniforme Titular: Camisa blanca, pantaló blau i mitjons negres amb una línia blanca.
- Uniforme visitant: Camisa blanca, pantaló i mitjons negres

Evolució de l'Uniforme
| 1929-1932 | 1932-1936 | 1939-1942 | 1942-1957 |

## Palmarès
- Campionat de Segona Regional Grup C 1951-1952